# Lizette Cabrerová
Lizette Faith Cabrerová, nepřechýleně Cabrera, (* 19. prosince 1997 Townsville, Queensland) je australská profesionální tenistka. Ve své dosavadní kariéře na okruhu WTA Tour nevyhrála žádný turnaj. V rámci okruhu ITF získala do září 2020 pět titulů ve dvouhře a tři ve čtyřhře.
Na žebříčku WTA byla ve dvouhře nejvýše klasifikována v únoru 2020 na 119. místě a ve čtyřhře pak v červenci 2018 na 139. místě. Trénuje ji Anthony Richardson.

## Tenisová kariéra
V rámci hlavních soutěží událostí okruhu ITF debutovala v srpnu 2012, když na turnaj v australském Cairns s dotací 25 tisíc dolarů obdržela divokou kartu. Ve druhém kole podlehla třetí nasazené Francouzce Victorii Larriereové z třetí světové stovky. Premiérový titul v této úrovni tenisu vybojovala během září 2016 v Tweed Heads, turnaji s rozpočtem 25 tisíc dolarů. V třísetovém finále přehrála krajanku Destanee Aiavovou z šesté stovky žebříčku. Další týden si připsala druhou trofej. V závěrečném utkání brisbaneské události přehrála Slovenku Viktórii Kužmovou.
V kvalifikaci okruhu WTA Tour debutovala na lednovém Brisbane International 2017, kde ji do dvouhry nepustila Srbka Aleksandra Krunićová. O týden později si poprvé zahrála hlavní soutěž poté, co na Hobart International 2017 získala divokou kartu. Na úvod dvouhry porazila pátou nasazenou Japonku Misaki Doiovou, figurující na čtyřicátém druhém místě žebříčku. V osmifinále však uhrála jen čtyři gemy na chorvatskou kvalifikantku Janu Fettovou.
Debut v hlavní soutěži nejvyšší grandslamové kategorie přišel v ženském singlu Australian Open 2017 po udělení divoké karty. V úvodním kole nenašla recept na Chorvatku Donnu Vekićovou, která uzavírala první světovou stovku. V sezóně 2017 třináctkrát nepostoupila z kvalifikace, včetně tří zbylých grandslamů na French Open, ve Wimbledonu a US Open. První dvě čtvrtfinále si zahrála na asijských Guangzhou International Women's Open 2017 v Kantonu a Hong Kong Tennis Open 2017. Na prvním z nich podlehla Rusce Jevgeniji Rodinové a na druhém krajance Darje Gavrilovové.

## Finále na okruhu ITF
| Dotace turnajů okruhu ITF | Dotace turnajů okruhu ITF |
| ------------------------- | ------------------------- |
| 100 000 $ tournaments     | 80 000 $ tournaments      |
| 75 000 $ tournaments      | 60 000 $ tournaments      |
| 50 000 $ tournaments      | 25 000 $ tournaments      |
| 15 000 $ tournaments      | 10 000 $ tournaments      |

### Dvouhra: 7 (5–2)
| Stav       | č. | datum         | turnaj                 | povrch      | soupeřka ve finále  | výsledek      |
| ---------- | -- | ------------- | ---------------------- | ----------- | ------------------- | ------------- |
| Vítězka    | 1. | září 2016     | Tweed Heads, Austrálie | tvrdý       | Destanee Aiavová    | 6–3, 5–7, 6–2 |
| Vítězka    | 2. | říjen 2016    | Brisbane, Austrálie    | tvrdý       | Viktória Kužmová    | 6–2, 6–4      |
| Finalistka | 1. | listopad 2016 | Tojota, Japonsko       | koberec (h) | Aryna Sabalenková   | 2–6, 4–6      |
| Vítězka    | 3. | červenec 2019 | Granby, Kanada         | tvrdý       | Leylah Fernandezová | 6–1, 6–4      |
| Vítězka    | 4. | září 2019     | Darwin, Austrálie      | tvrdý       | Abbie Myersová      | 6–4, 4–6, 6–2 |
| Vítězka    | 5. | říjen 2019    | Bendigo, Austrálie     | tvrdý       | Maddison Inglisová  | 6–2, 6–3      |
| Finalistka | 2. | listopad 2019 | Playford, Austrálie    | tvrdý       | Storm Sandersová    | 3–6, 4–6      |

### Čtyřhra (3 tituly)
| Č. | datum       | turnaj            | povrch | spoluhráčka      | poražené finalistky                | výsledek          |
| -- | ----------- | ----------------- | ------ | ---------------- | ---------------------------------- | ----------------- |
| 1. | říjen 2016  | Cairns, Austrálie | tvrdý  | Alison Baiová    | Katarzyna Kawaová Sandra Zaniewská | 7–5, 5–7, [12–10] |
| 2. | květen 2019 | Caserta, Itálie   | antuka | Julia Grabherová | Elena Bogdanová Vivien Juhaszová   | 6–3, 6–4          |
| 3. | září 2019   | Darwin, Austrálie | tvrdý  | Destanee Aiavová | Alison Baiová Jaimee Fourlisová    | 6–4, 2–6, [10–3]  |